# دشت کاهو
دشت کاهو یا دشت گیادورن منطقه همواری در بالای کوه تاق بستان است که در حدود ۱۱ هکتار مساحت دارد و نزدیک به ۱۸۴۰ متر از سطح دریا ارتفاع دارد. 
طول آن در محور شمالی-جنوبی حدود ۴۰۰ متر و در محور شرقی-غربی حدود ۵۵۰ متر است. قله دوکلان در شمال غربی این دشت، قله تاق بستان در جنوب غربی و قله زرده بلین در جنوب آن واقع شده است.این دشت مانند کاسه ای در میان برونزدهای صخره ای قرار گرفته و کف آن متشکل از رسوبات ریز دانه به رنگ قرمز روشن (ترا روسا) است که در فصل بهار و اوایل تابستان دارای پوشش گیاهی متنوع و غنی است. برخی از گونه های گیاهی دشت کاهو شامل آویشن، شاتره، مرزه (پونه کوهی)، بومادران و چند گونه مریم گلی و کاسنی است. برخی از این گونه ها ارزش دارویی دارند و روستاییان اطراف کوه تاق بستان هر ساله در فصل بهار آنها را می چیدند. به این دلیل در گذشته اهالی منطقه به این دشت دشت گیادورن می گفتند. خوشبختانه در دهه های اخیر بهره برداری سالیانه محدود شده و در نتیجه پوشش گیاهی غنی در این دشت حفظ شده است.
بررسی های باستان شناسان نشان داده که در حدود چهل هزار سال پیش انسانهای نئاندرتال از برونزدهای طبیعی سنگ رادیولاریت یا سنگ چخماق در اطراف این دشت برای ابزارسازی استفاده می کردند
با توجه به توسعه کارست در کوه تاق بستان، این دشت نقش مهمی در تامین آب چشمه تاق بستان دارد و بنوعی آب حاصل از ذوب برف و باران از طریق مجراهای کارستی زیر آن به داخل سیستم آهکی کوه منتقل و از چشمه های تاق بستان و دواشکفت بیرون می آید

## آسیب ناشی از ساخت تله‌کابین
در طرح ساخت تله کابین تاق بستان، ایستگاه اصلی در بالای دشت کاهو ساخته می شود. طبق نظر کارشناسان ساخت این ایستگاه علاوه بر تخریب محوطه پیش از تاریخ دوره پارینه سنگی، باعث آسیب به پوشش گیاهی منحصر بفرد و آلودگی آبخوان کارست تاق بستان می شود.